# 香港資訊科技教育
香港資訊科技教育始於1970年代。直到現時，全港中小學已全面推行資訊科技教育，而其效益亦日見明顯。學校亦從過去等待政府撥款，轉變為現在積極爭取試行各種新穎的教學方法的機會。

## 歷史
1970年代，有鑑於電腦在商業社會中的應用愈來愈廣泛，而社會亦開始需要對電腦有認識的人材，所以當時香港的大專院校都開始自發把現有的應用數學或電子工程科目轉型。到了1980年代，政府決定在當時的中學課程引入資訊科技教育，並於1986年舉辦首屆中學會考電腦科考試。為應付課程所需的師資，教育署資助多位現職教師前往英國深造。這班老師有不少亦參與首批電腦科教科書的編寫。之後到了1988年，再為初中學生開設電腦認知科，教導基本的電腦認用技巧。1990年於香港高級程度會考開始A-Level電腦科及AS Level的電腦應用科。1997年10月，時任行政長官董建華在他發表的首份施政報告中提出將資訊科技教育普及化，為中、小學提供足夠的電腦硬件設備和教師培訓。翌年教育統籌局制訂《善用資訊科技學習 五年策略》，從61間中小學中挑選10間小學及10間中學參與資訊科技教育試驗計劃 ，為制定未來政策作充分準備。

## 簡介
現時香港的資訊科技課程，係根據教育署在2000年建議學校採用的《資訊科技學習目標》而設計，當中份為以下兩個部份：
1. 核心部份
2. 增潤部份

現時，各大專院校正為政府籌劃香港未來的資訊科技教育藍圖。當中一個很重要的組成部份，就是資訊素養。新的課程大綱原來預計會於2005年推出。不過，由於香港政府近年推出的教育改革過程過急，使來自學校的反響很大，使教統局急急剎停現時對教育制度的一切更改。而有關新課程的實施亦變得遙遙無期。

## 中學

### 初中
- 普通電腦科 (Computer Literacy)

### 香港中學會考課程 (2011年9月起停辦)
- 電腦科 (Computer Studies) (1984-2004)
- 資訊科技 (Information Technology) (2002-2004)
- 電腦與資訊科技 (Computer and Information Technology) (2005-2011)

### 香港高級程度會考課程 (2012年9月起停辦)
- AL電腦 (Computer Studies)
- AS電腦應用 (Computer Applications)

### 香港中學文憑考試課程 (2009年9月開始)
- 資訊及通訊科技 (Information and Communication Technology)

## 小學
香港小學資訊科技課程並非是香港小學教育的必修課程，並非所有學校都有提供資訊科技科目。即使學校有提供，有不少學校只把它視為一堂讓學生玩遊戲的課堂（每周只有一節），所以任教的老師都未有任何相關的資歷（基本上現時的小學教師只須有基本電腦知識便可任教電腦科），這使為本科編寫教科書的出版社頭痛非常；對於程度較佳的學校，他們會要求一套較為完備的課程，以應付不同程度學生的學習差異；但對於程度較次的學校，他們的老師很大機會連如何備課也不懂，就只會照著教科書唸。亦基於這個原因，本科的課程綱要的設計在各科之中彈性最大，畀以讓各學校能夠根據學校的需要而編寫校本課程。

### 2000年課程
- 單元一：開開心心用電腦
  1. 學習單位：
    1. 萬能的電腦？
    2. 做電腦的主人
    3. 善用電腦
- 單元二：用電腦繪畫
- 單元三：用電腦書寫
  1. 學習目標：本單元的學習目標分為核心及增潤兩部分，學生宜掌握核心部分的學習目標；而增潤部分則適合能力較高的學生。
  2. 核心部份：
    - 逐步熟習鍵盤中各鍵的掛列，並學習鍵盤操作技巧。
    - 利用手寫識別裝置，輸入中文字。
    - 利用文字處理軟件，編寫、處理文件中簡單的編輯和格式及列印文件，例如刪除、插入、對齊、底線、預覽列印等。
    - 學習存取檔案。

  3. 增潤部份：
    - 利用更多格式功能去美化文件。
    - 認識不同的輸入法〔請參考電腦認知課程（單元五）─文字處理〕。

  4. 學習單位：
    1. 認識鍵盤
    2. 存取檔案
    3. 修改訂立
    4. 填寫表格
    5. 設計天地
- 單元四：使用互聯網
- 單元五：文字處理
- 單元六：試算表計算及圖表製作
- 單元七：使用電子郵件
- 單元八：透過圖龜語言操控電腦

### 2000年後課程
由於教統局為被學界指為過急的課程改革“剎車”，使得原來為新課程所作的計劃不能如期推出。但由於原來於2000年設計的課程已經與實際生活的電腦環境出現很大的差異，教統局在200x年（有待確定具體日期，可參考現代教育出版社的新版教科書）推出一套臨時的新課程。新課程與舊課程大體上並沒有分別，只是把部份過時或不適合的內容替換。例如：原來的圖龜語言被換成利用Flash來創作動畫及編程。
直到2005年度學年，採用新課程的學校仍然很少。

## 中學資訊科技增潤計劃
政府建議在2015／16學年至2022／23學年的八個學年，試行推出雙管齊下的中學資訊科技增潤計劃。擬議計劃包括兩部分：
1. 選擇不多於八間中學（「伙伴學校」）開設資訊科技增潤班，讓參與課程的學生每星期額外接受兩至三小時訓練並考取業界認可的資訊科技證書
2. 由其他中學舉辦資訊科技增潤活動，以便在校園營造崇尚資訊科技的氛圍

## 第四個資訊科技教育策略
教育局在2014年5月7日發表「第四個資訊科技教育策略」諮詢文件，目的是透過優化的資訊科技環境，發揮學校的專業領導與能力，加上社區夥伴的支援，從而加強學生的自主學習、創意、協作及解難能力，並提升他們的計算思維技巧，及使用資訊科技的操守。
策略有五個建議行動，包括： 
行動1 - 加強學校的資訊科技基礎設施及重組運作模式
行動2 - 提升電子學習資源的質素
行動3 - 更新學校課程  改變教學及評估方法
行動4 - 提升學校專業領導及力量  建立實踐社群
行動5 - 家長、持分者及社區齊參與